# 马迪斯维尔 (瑞士)

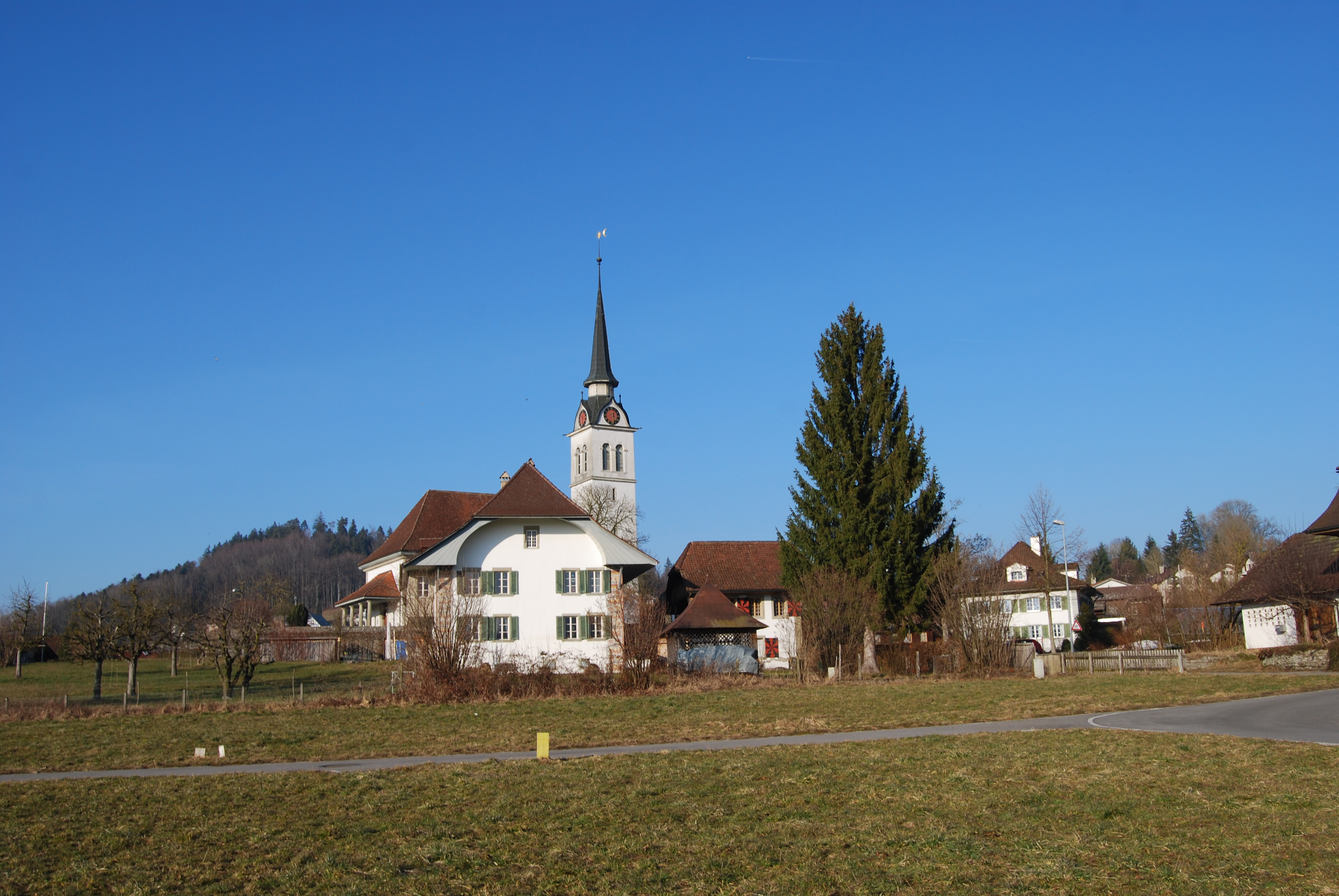

馬迪斯維爾（英語：Madiswil）是瑞士的城鎮，位於該國中西部，由伯恩州負責管轄，面積23.2平方公里，海拔高度538米，2011年人口3,130，八成人口信奉基督教，人口密度每平方公里135人。